# Огонь, лёд и динамит
«Огонь, лёд и динамит» (нем. Feuer, Eis und Dynamit) — фильм 1990 года, режиссёр Уилли Богнер.

## Сюжет
Теглайн: Величайшая гонка на Земле на самый крупный приз в истории.

## В ролях
- Роджер Мур — Сэр Джордж
- Шери Белафонте — Серена
- Симон Шеферд — Александр
- Уве Очсенкнечт — Виктор
- Джеффри Мур — Дудли Уинслоу
- Конни Де Грут — Люси Уайт
- Целия Гор-Бут — Англичанка
- Зигфрид Роуч — Ларри
- Урсула Кэрвен — Мишель
- Тизиана Стелла — Сабрина
- Изабель Лакамп — Лай-Фа
- Джон Ивс — Джон
- Робби Нейш — Робби
- Стефан Глоуакз — Стефан
- Йохен Швейцер — Гуру